# Jamila dan Sang Presiden
Jamila dan Sang Presiden é um filme de drama indonésio de 2009 dirigido e escrito por Ratna Sarumpaet.
Foi selecionado como representante da Indonésia à edição do Oscar 2010, organizada pela Academia de Artes e Ciências Cinematográficas.

## Elenco
- Atiqah Hasiholan
- Christine Hakim
- Eva Celia Latjuba
- Dwi Sasono
- Fauzi Baadila
- Surya Saputra